# Ердово (Чувашия)
Ердо́во (чув. Ертукасси, Юртукасси) — деревня, расположенная в Чебоксарском районе Чувашской Республики. Входит в состав Атлашевского сельского поселения.

## География
Ердово расположено в северной части Чувашии, в 34 километрах к юго-востоку от города Чебоксары. Деревня расположена в междуречье рек Цивиль и Рыкша, недалеко от места впадения Рыкши в Цивиль. Расстояние до районного центра — посёлка Кугеси — 19 км, до железнодорожной станции 34 км

## История
По некоторым данным, поселение, существовавшее на месте современной деревни Ердово («Ердовское городище»), было сожжено монголо-татарскими войсками в ходе западного похода монголов в 1236—1242 годах. На месте поселения был разбит юрточный лагерь для простых ратников войска, военное же начальство расположилось на территории современного Атлашево. Во второй раз поселение было уничтожено войсками Ивана IV Грозного, по-видимому, в ходе Казанских походов московского князя, происходивших в первой половине XVI века.

Жители — до 1724 года ясачные, до 1866 года государственные крестьяне; занимались земледелием, животноводством, отхожими промыслами, обслуживанием дороги «Владимирка» (Хурăнлă çул), нанимались в ямщики. 

В Ердово останавливались императрица Екатерина II (1767), император Павел I (1798), А.С. Пушкин (1833), через Ердово проезжали писатели А.Н. Радищев, Н.А. Некрасов, Л.Н. Толстой, А.И. Герцен, Г.Р. Державин, В. И. Даль. 

В XIX веке на реке Большой Цивиль функционировала пристань «Ердовская хлебная» (За 11 лет, с 1844 по 1854 годы, с Ердовской пристани вывезено хлеба на сумму 823 362 рубля. В этот же период с Чебоксарской пристани вывезено хлеба на 540 170 рублей, с Ильинской — на 574 815 рублей.).

В 1909 году в Ердово было открыто земское училище. В 1931 году образован колхоз «Искра». В 1958 году деревня — в колхозе «Коммунизм», в 1964 году колхоз слился с колхозами «Большевик» и «Правда», образовав совхоз «Большевик» (с 1976 года — «25 съезд КПСС»). 

По состоянию на 1 мая 1981 года деревня Ердово Магазьского сельского совета — в составе совхоза «XXV съезд КПСС»:105.
Административно-территориальная принадлежность
В составе: Акулевской волости Чебоксарского уезда (до 1 октября 1927 года), Мариинско-Посадского района (до 20 декабря 1962 года), после — в Чебоксарском районе:153. 

Сельские советы: Ердовский (с 1 октября 1027 года), Шоршелский (с 14 июня 1954 года), Магазьский (с 11 декабря 1959 года):284. С 1 января 2006 года деревня в составе Атлашевского сельского поселения.
Религия
В конце XIX — начале XX века жители деревни были прихожанами Успенской церкви села Акулево (каменная с 1821 года, главный престол — в честь Успения Божией Матери; церковь была закрыта в 1941 году, приход церкви восстановлен в 1944 году.

Возле деревни, на берегу реки Цивиль расположен освящённый источник иконы Божией Матери «Семистрельная».

## Название
Существует две версии происхождения современного названия деревни. Первая из них предполагает, что название деревни произошло от имени жителя соседней деревни Ямбулатово (ныне не существует, в 1977 году включена в состав села Акулево, в 1978 году исключена из списка населённых пунктов:287)  — некоего Ярту (Ерду), который построил первый дом будущей деревни в 1565 году, после её разрушения в результате походов Ивана Грозного.
По другой версии название деревни дала местная особенность: недалеко от деревни есть пригорок Хушка-ту, где на северной стороне длительное время после зимы сохраняется снег. Поэтому даже поздней весной издалека он похож на снежную гору, по-чувашски — «юрла ту». Отсюда и название деревни — Юртукассы.

## Население
| 2010 | 2012 |
| ---- | ---- |
| 214  | ↗291 |

По данным Всероссийской переписи населения 2002 года в деревне проживали 172 человека, преобладающая национальность — чуваши (92 %).

## Памятники и памятные места
- Обелиск воинам, погибшим в Великой Отечественной войне (уроженцам деревни Ердово) (ул. В. Трофимова, д. 31 а)[13].

## Уроженцы
- Ермолаев Пётр Ермолаевич (1908, Ердово, Чебоксарский уезд — 1968, Чебоксары) – врач, организатор здравоохранения. Участвовал в Великой Отечественной войне (1941—1945) в качестве начальника хирургической группы отдельной роты медицинского усиления №80 Северо-Западного фронта. После демобилизации работал заместителем главного врача Чебоксарской 1-й горбольницы, главным врачом Республиканского онкологического диспансера (1950–1967). Заслуженный врач Чувашской АССР (1955). Награждён орденами Красного Знамени, Отечественной войны 1-й и 2-й степеней, Красной Звезды, медалями[14].
- Ефимов Иван Ефимович (1896, Ердово, Чебоксарский уезд — 1975, Чебоксары) — первый военный комиссар Чувашии (с июня 1920 по 1925 год). Автор книг воспоминаний «За Советскую власть» (1959), «В первые годы Чувашской автономии» (1964). Награждён орденом Ленина, медалями[15].
- Иванова, Зинаида Ивановна (род. 1932, Ердово, Мариинско-Посадский район) — музыкальный работник, художественный руководитель Октябрьского районного Дома культуры Мариинско-Посадского района, Заслуженный работник культуры РСФСР (1965)[16].
- Меркурьев Виталий Иванович (1923, Ердово, Чебоксарский уезд — 2002, Москва) — авиаконструктор, доктор технических наук. В 1950—1953 годах работал в Сибирском НИИ авиации, в 1953—1993 годах — в Центральном аэрогидродинамическом институте инженером-конструктором, начальником сектора. Преподавал в Московском физико-техническом институте. Специалист в области статистической и тепловой прочности авиационных конструкций. Награждён орденами Отечественной войны 2-й степени, Красной Звезды, медалями[17].